# Karl Kessler
Pour les articles homonymes, voir Kessler.

Karl Fedorovich Kessler est un zoologiste russe, né le 19 novembre 1815 et mort le 3 mars 1881 à Saint-Pétersbourg.
Kessler fut l'un des premiers zoologistes à proposer que l'aide mutuelle, plutôt que la lutte, était le principal facteur de l'évolution d'une espèce. L'anarchiste Pierre Kropotkine développa plus tard cette théorie dans son livre Mutual Aid: A Factor of Evolution.